# Pago Youth
Pago Youth là một câu lạc bộ bóng đá Samoa thuộc Mỹ đến từ Pago Pago, Samoa thuộc Mỹ. Hiện tại đội bóng thi đấu ở Giải bóng đá vô địch quốc gia Samoa thuộc Mỹ, hạng đấu cao nhất của giải bóng đá trong nước, và từng 4 lần giành chức vô địch, giúp Pago Youth trở thành đội bóng thành công nhất ở Samoa thuộc Mỹ cùng với PanSa FC.

## Danh hiệu
- Giải bóng đá vô địch quốc gia Samoa thuộc Mỹ (4):

2008, 2010, 2011, 2012

## Đội hình hiện tại
Ghi chú: Quốc kỳ chỉ đội tuyển quốc gia được xác định rõ trong điều lệ tư cách FIFA. Các cầu thủ có thể giữ hơn một quốc tịch ngoài FIFA.
| Số | VT | Quốc gia       | Cầu thủ               |
| -- | -- | -------------- | --------------------- |
| 1  | TM | Samoa thuộc Mỹ | Taufaiula Mavaega     |
| 2  | TĐ | Samoa thuộc Mỹ | Gene Neemia           |
| 3  | TĐ | Samoa thuộc Mỹ | Ailao Tualaulelei Jr. |
| 4  | TV | Samoa thuộc Mỹ | Alatina Vaiali'i      |
| 5  | TĐ | Hoa Kỳ         | Matthew Trick         |
| 6  | TV | Samoa thuộc Mỹ | Kaleopa Siligi        |
| 7  | TV | Samoa thuộc Mỹ | Nissan Tupai          |
| 8  | TV | Samoa thuộc Mỹ | Ryan Samuelu          |
| 9  | TV | Samoa thuộc Mỹ | Johnny Sione          |

| Số | VT | Quốc gia       | Cầu thủ             |
| -- | -- | -------------- | ------------------- |
| 10 | HV | Samoa thuộc Mỹ | Sam Tualaulelei     |
| 11 | TV | Samoa thuộc Mỹ | Rueben Luvu         |
| 12 | HV | Samoa thuộc Mỹ | Neemia Kaleopa      |
| 13 | TV | Samoa thuộc Mỹ | Abraham Fata        |
| 14 | HV | Samoa          | Ulufanua Maliko     |
| 15 | TĐ | Samoa thuộc Mỹ | Sinisa Tua          |
| 16 | TĐ | Hàn Quốc       | Kang Gun-chul       |
| 17 | TV | Samoa thuộc Mỹ | Liatama Amisone Jr. |
| 23 | TM | Samoa thuộc Mỹ | Benjamin Samuelu    |

## Đội Dự bị
Pago Youth cũng có một đội dự bị (Pago Youth B), cũng thi đấu ở Giải bóng đá vô địch quốc gia Samoa thuộc Mỹ.

## Thành tích ở các giải đấu

### ASFA Senior League 2008
Thứ hạng: 1 (Vô địch – danh hiệu đầu tiên)
| Thứ hạng | Đội             | Số trận | Thắng | Hòa | Thua | Điểm |
| -------- | --------------- | ------- | ----- | --- | ---- | ---- |
| 1        | Pago Youth      | 12      | 11    | 1   | 0    | 34   |
| 2        | Black Roses     | 12      | 10    | 0   | 2    | 30   |
| 3        | Renegades       | 12      | 10    | 0   | 2    | 30   |
| 4        | PanSa East      | 12      | 8     | 0   | 4    | 24   |
| 5        | Tafuna Jets     | 12      | 8     | 0   | 4    | 24   |
| 6        | Lion Hearts     | 12      | 7     | 2   | 3    | 23   |
| 7        | Fagasa Youth    | 12      | 5     | 2   | 5    | 17   |
| 8        | Fagatogo        | 12      | 5     | 0   | 7    | 15   |
| 9        | Green Bay       | 12      | 4     | 1   | 7    | 13   |
| 10       | FC SKBU         | 12      | 3     | 0   | 9    | 9    |
| 11       | Peace Brothers  | 12      | 2     | 1   | 9    | 7    |
| 12       | Ilaoa & Toomata | 12      | 1     | 1   | 10   | 4    |
| 13       | Utulei Youth    | 12      | 0     | 0   | 12   | 0    |

NB: Utulei Youth bị loại 

### ASFA Senior League 2009
Thứ hạng: 3 (đội chính) & 10 (đội dự bị)
| Thứ hạng | Đội             | Số trận | Thắng | Hòa | Thua | Điểm |
| -------- | --------------- | ------- | ----- | --- | ---- | ---- |
| 1        | Black Roses     | 7       | 6     | 0   | 1    | 18   |
| 2        | Ilaoa & Toomata | 7       | 6     | 0   | 1    | 18   |
| 3        | Pago Youth A    | 7       | 5     | 0   | 2    | 15   |
| 4        | PanSa East      | 7       | 4     | 1   | 2    | 13   |
| 5        | Fagasa Youth    | 7       | 4     | 0   | 3    | 12   |
| 6        | Tafuna Jets     | 7       | 3     | 1   | 3    | 10   |
| 7        | FC SKBC         | 7       | 3     | 0   | 4    | 9    |
| 8        | Green Bay       | 7       | 1     | 0   | 6    | 3    |
| 9        | Utulei Youth    | 7       | 1     | 0   | 6    | 3    |
| 10       | Pago Youth B    | 7       | 1     | 0   | 6    | 3    |

### ASFA Senior League 2010
Thứ hạng: 1 (Vô địch – danh hiệu thứ 2) (đội chính)
| Thứ hạng | Đội             | Số trận | Thắng | Hòa | Thua | Điểm |
| -------- | --------------- | ------- | ----- | --- | ---- | ---- |
| 1        | Pago Youth A    | 7       | 7     | 0   | 0    | 21   |
| 2        | Vailoatai Youth | 7       | 5     | 1   | 1    | 16   |
| 3        | FC SKBC         | 7       | 4     | 2   | 1    | 14   |
| 4        | Lion Heart      | 6       | 3     | 1   | 2    | 10   |
| 5        | PanSa East      | 6       | 2     | 0   | 4    | 6    |
| 6        | Lauli'i         | 6       | 2     | 0   | 4    | 6    |
| 7        | Green Bay       | 7       | 0     | 1   | 6    | 1    |
| 8        | Tafuna Jets B   | 6       | 0     | 1   | 5    | 1    |